# Сюгаїльське сільське поселення
Сюгаї́льське сільське поселення (рос. Сюгаильское сельское поселение) — муніципальне утворення в складі Можгинського району Удмуртії, Росія. Адміністративний центр — присілок Новий Руський Сюгаїл.
В поселенні діють школа (Новий Руський Сюгаїл), садочок (Сардан), 2 ФАПи (Новий Руський Сюгаїл, Сардан), Перша республіканська психоневрологічна лікарня (Сардан), 2 клуби (Новий Руський Сюгаїл, Сардан), 2 бібліотеки (Новий Руський Сюгаїл, Сардан). Серед промислових підприємств працює ТОВ «Можгинське звірогосподарство» (Залісний).
Населення — 2097 осіб (2015; 2119 в 2012, 2092 в 2010).
Населений пункт Дома 1024 км був ліквідований 2017 року.

## Склад
До складу поселення входять такі населені пункти:
| Населений пункт                | Населення, осіб (2010) | Населення, осіб (2012) |
| ------------------------------ | ---------------------- | ---------------------- |
| Дома 1024 км, без статусу      | 0                      | 0                      |
| Єфремовка, присілок            | 110                    | 105                    |
| Залісний, присілок             | 412                    | 420                    |
| Новий Руський Сюгаїл, присілок | 384                    | 399                    |
| Сардан, селище                 | 659                    | 664                    |
| Сюгаїл, селище                 | 66                     | 62                     |
| Удмурт-Сюгаїл, присілок        | 461                    | 469                    |